# Nudismo en Italia

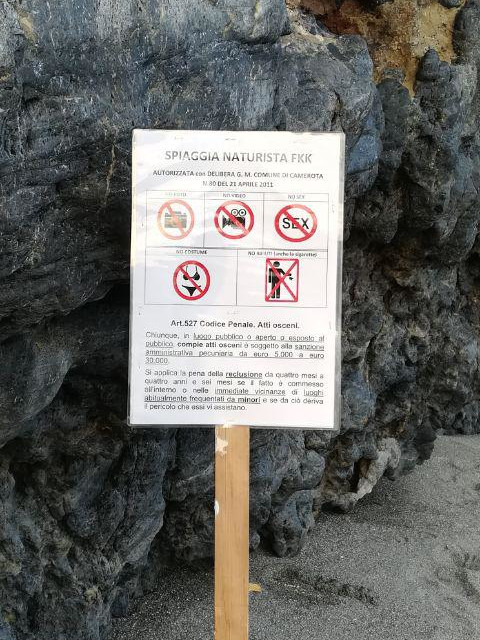
Letrero en la playa nudista de Troncone, Marina di Camerota.

El nudismo en Italia es practicado desde la segunda mitad del siglo XX, con el surgimiento de las primeras colonias nudistas y playas destinadas a la práctica del naturismo.

## Historia
En Italia, según los testimonios de Bruno Zuculin (cónsul italiano en Brasil en la primera mitad del siglo XX), se atestigua un principio de turismo naturista a partir de la década de 1950 en la isla de Ponza y en las playas de Focene, en la provincia de Roma. Se trata de una frecuentación no publicitada y aún no incluida en el contexto de un asociacionismo naturista italiano: dichos naturistas eran entonces miembros de asociaciones extranjeras o de la Federación Naturista Internacional.
A partir del grupo de italianos registrados en la Federación Internacional, en 1964 se estableció la primera asociación italiana: la Unión de Naturistas Italianos (Unione naturisti italiani, UNI). En 1966 le siguió la Asociación Naturista Italiana (ANITA) y con el tiempo se fundaron otras, que cubren todo el territorio nacional.
Un momento importante para el naturismo italiano fue la creación en 1972 de la Federación Naturista Italiana (FENAIT), que todavía reúne a la mayoría de las asociaciones naturistas de la zona y dialoga internacionalmente con la Federación Naturista Internacional. En la década de 1970 surgieron en la televisión italiana distintos espacios donde se presentaba el desnudo en distintas formas, como el caso de Spogliamoci insieme («Desnudémonos juntos») —que presentaba espectáculos de estriptis— o Meglio nudi che mal accompagnati («Mejor desnudo que mal acompañado») en Tele Torino International; este último espacio fue emitido durante junio y julio de 1978 presentado por Eligio Irato y su esposa Laura, con la participación de Tom Operti —presidente de la Asociación Naturistas Italianos— en donde se conversaba sobre el naturismo y lugares de esparcimiento.
Una de las primeras playas en acoger el naturismo italiano organizado es el Lido di Dante, en la costa de Ravena. En 1999 la primera playa italiana fue reconocida legalmente al naturismo por resolución municipal (Capocotta). Los primeros lugares reconocidos han experimentado problemas relacionados con la manifestación de comportamientos ilegales por parte de una frecuentación no relacionada con el nudismo/naturismo: han sido necesarias importantes intervenciones sancionadoras, incluso en los últimos tiempos para restablecer su uso correcto.
El reconocimiento legal de nuevas playas, que ha tenido lugar en los últimos años en varias regiones italianas en colaboración con las asociaciones naturistas, ha favorecido en cambio una buena presencia de los lugares, caracterizada por una creciente conciencia de la filosofía naturista.

## Legislación

### Propuestas legislativas

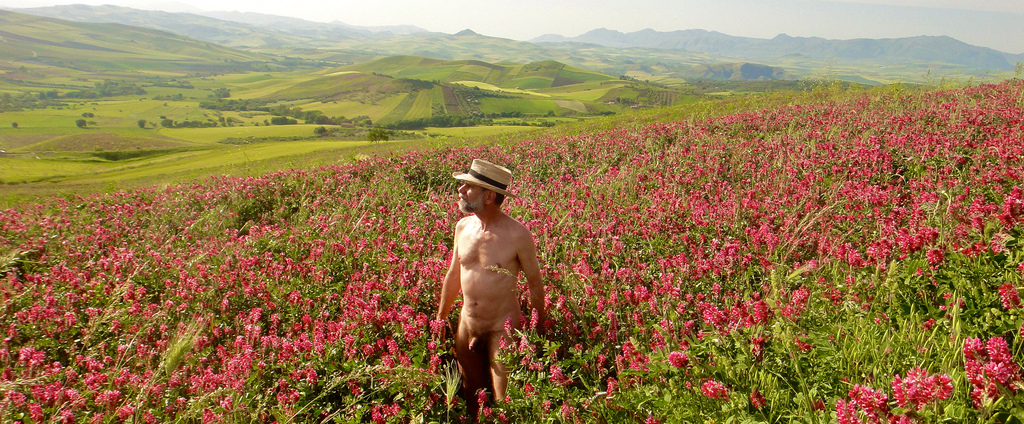
Nudista en una colina en Sicilia.

En Italia, el primer proyecto de ley sobre el naturismo fue presentado el 19 de octubre de 1993 por Sauro Turroni (Verdes) a petición de Fidenzio Laghi, en nombre de la Asociación Naturista de Emilia-Romaña, de la que Laghi era presidente. Luego se volvió a presentar en la siguiente legislatura que se inició en 1994, y finalmente, con el n.º 529, en la legislatura iniciada en 1996, durante la cual fue firmado por 106 diputados de casi todos los grupos parlamentarios. En 1999, Piergiorgio Massidda (Forza Italia) también presentó su propio proyecto de ley, el n.º 6490.
El 21 de marzo de 2000, la XII Comisión de la Cámara de Diputados (Asuntos Sociales) discutió por primera vez el tema, expresando la necesidad de formular un texto único, que incluyera ambas propuestas. Se nombró un "comité selecto" para celebrar audiencias sobre el tema.
El 24 de enero de 2001, la Comisión XII adoptó como texto básico el proyecto de ley C.529, complementado por el proyecto de la Comisión Especial. Así nació el pdl "Reglas para el reconocimiento y regulación de la práctica naturista", pero a medida que la legislatura llega a su fin, nunca se votó ni en la Comisión ni en la Cámara.
Durante la XIV Legislatura se presentaron cuatro proyectos de ley relacionados con el naturismo: C.286 (Massidda, Forza Italia, 30 de mayo de 2001); el S.153 (Turroni, Verdes, 7 de junio de 2001); C.961 (Pecoraro Scanio, Verdes, 21 de junio de 2001); finalmente, el 28 de julio de 2004, Franco Grillini (Demócratas de Izquierda) presentó a la Cámara de Diputados el C.5194 que, a diferencia de los anteriores, se limitaba a la "Despenalización de la práctica del naturismo" y a la "Regulación de las instalaciones turístico-recreativas reservadas a los naturistas". Firmado por 40 de los 945 parlamentarios, todos de la oposición, este proyecto de ley, asignado a la Comisión XII el 27 de septiembre de 2004, no fue incluido en el calendario de sus trabajos hasta el final de la legislatura. El 28 de abril de 2006, Grillini volvió a presentar la propuesta de dos años antes, esta vez denominada C.276. Mientras tanto, el 26 de julio de 2006, la Región de Emilia-Romaña aprobó una ley regional titulada "Valorización del turismo naturista" con el objetivo de promover esta forma de turismo con el reconocimiento de las zonas de propiedad estatal reservadas a él.
El 5 de diciembre de 2008, la senadora Donatella Poretti, del grupo Radical del Partido Demócrata, presentó al Senado el proyecto de ley n.º 1265 "Despenalización y legalización de la práctica del naturismo". La medida fue refrendada por Marco Perduca, Anna Maria Carloni, Roberto Della Seta, Roberto Di Giovan Paolo, Vidmer Mercatali y Umberto Veronesi. El proyecto de ley, de ser aprobado, con la introducción del art. 1, párrafo II, habría proporcionado la definición de naturismo como el conjunto de prácticas de vida al aire libre que, con respecto a los demás, la naturaleza y el medio ambiente circundante, utilizan el nudismo como forma de recreación y desarrollo de la salud física y mental a través del contacto directo con la naturaleza.
La importancia de la iniciativa legislativa es autorizar y regular el naturismo legalizándolo en Italia, un uso arraigado desde hace décadas no solo en los países del norte de Europa, sino en la mayoría de los países de la costa norte del mar Mediterráneo, competidores de Italia en el sector turístico. Además, la derogación del art. 726 del Código Penal, considerada inapropiada porque no se ajusta a los principios de un derecho penal moderno del hecho, y porque, además de ser una norma ambigua, carecería de la ofensa del bien jurídico protegido, piedra angular de un sistema penal garante y liberal.

### Leyes regionales
Las siguientes regiones italianas han emprendido una iniciativa legislativa para proteger y mejorar el turismo naturista.
- Emilia-Romaña: el 26 de julio de 2006, el Consejo Regional de Emilia-Romaña aprobó la primera ley regional destinada a mejorar el turismo naturista, con el título "Valorización del turismo naturista". Fue propuesto por Fidenzio Laghi, expresidente de la ANER (Asociación Naturista Emiliano Romañola), a la consejera regional Daniela Guerra (Verdes). La ley consiste en la nueva propuesta, con ligeras modificaciones, de un texto presentado por Renzo Carella (Demócratas de Izquierda, vicepresidente del Consejo Regional) a la Región del Lacio el 29 de noviembre de 2001, pero no aprobado al final de la legislatura.[11]
- Abruzos: el 30 de julio de 2013, la región de los Abruzos aprobó una ley regional con el mismo título, "Valorización del turismo naturista".
- Véneto: con la Ley n.º 7 del 7 de febrero de 2014, la Región del Véneto reconoce y valoriza el turismo naturista en su territorio. Sobre la base de esta ley (Art. 2, párrafo 1) "Se permite el turismo naturista libremente, siempre que sea en áreas, espacios e infraestructuras, específicamente designados, delimitados y señalizados". Además, el naturismo en áreas de propiedad pública está permitido en áreas especiales (Art. 3 párrafo 1): "Los municipios y otros organismos públicos locales, de acuerdo con y dentro de los límites de sus respectivas competencias, pueden destinar playas marinas, lacustres o fluviales, bosques, parques y otros entornos naturales propiedad del Estado o de los organismos públicos locales, a la práctica del turismo naturista".[12]
- Piamonte: ley regional "Disciplina del turismo naturista" de 21 de septiembre de 2015.
- Lombardía: la región se ocupa del turismo naturista dentro de la ley titulada "Políticas regionales sobre el turismo y el atractivo del territorio lombardo" en el art. 2 párrafo 1.
- Cerdeña: la región se ocupa del turismo naturista dentro de la ley regional del 28 de julio de 2017, n.º 16 (Reglamento sobre el turismo), en el artículo n.º 36.[13]

### Sentencias
En 1979 el Pretor de Ravena presentó 14 naturistas capturados en Bassona. En el año 2000, las sentencias n.º 1765 y n.º 3557 del Tribunal de Casación legitimaron el naturismo en los lugares donde es habitual.